# Monte Mario
Ne doit pas être confondu avec Monte Mário.
Monte Mario est une colline située à Rome, en Italie, sur la rive droite du Tibre. 

## Géographie
Elle s'élève à dans la zone nord-ouest de la capitale, traversée par la voie Triomphale, sur le territoire du municipio XIV. Culminant à 139 m, elle est la plus haute colline de Rome d'où l'on peut jouir d'un des plus beaux panoramas sur la ville, surtout à partir d'un endroit dénommé « Zodiaque ».
La partie orientale de la colline est une réserve naturelle, sur le côté ouest un quartier résidentiel s'est développé. Il existe aussi l'église et le couvent de « Santa Maria Rosario ». Au sommet, sur le site qu'occupait l'ancienne Villa du cardinal Mellini, se trouve désormais l'Observatoire astronomique de Rome, ainsi que le « Museo astronomico Copernicano ».

## Histoire
Son nom vient du cardinal Mario Mellini, qui vers le milieu du XVe siècle possédait à cet endroit une villa et plusieurs hameaux.

## Cimetière militaire français
Le cimetière de Monte Mario regroupe les tombes des soldats français du Corps expéditionnaire français en Italie du général Juin morts entre Sienne et Rome en 1944 durant la Campagne d'Italie. Il comprend un carré chrétien et un carré musulman. On recense 1 709 tombes dont 1 142 stèles musulmanes.

## Quelques vues

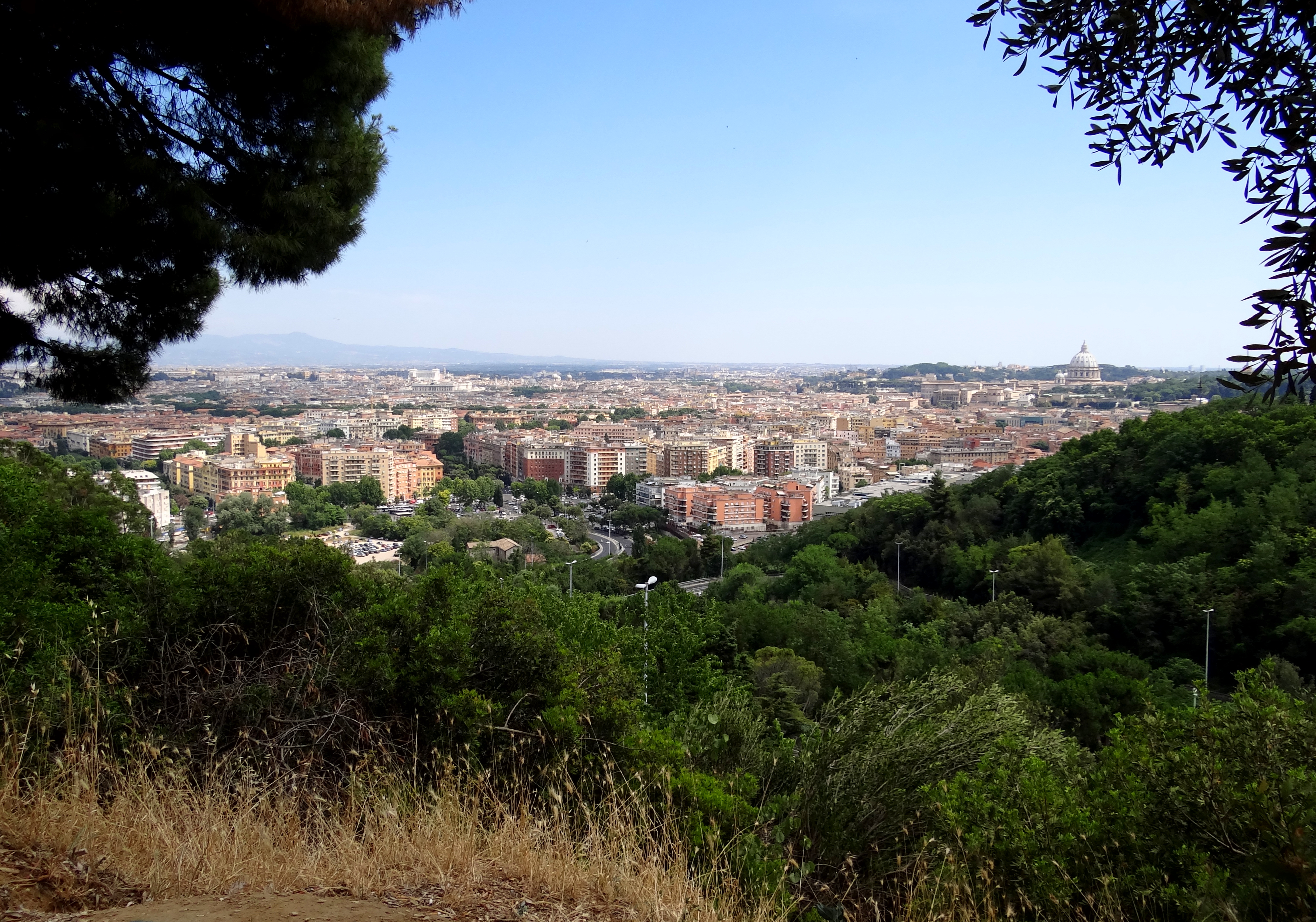
Vue sur Rome
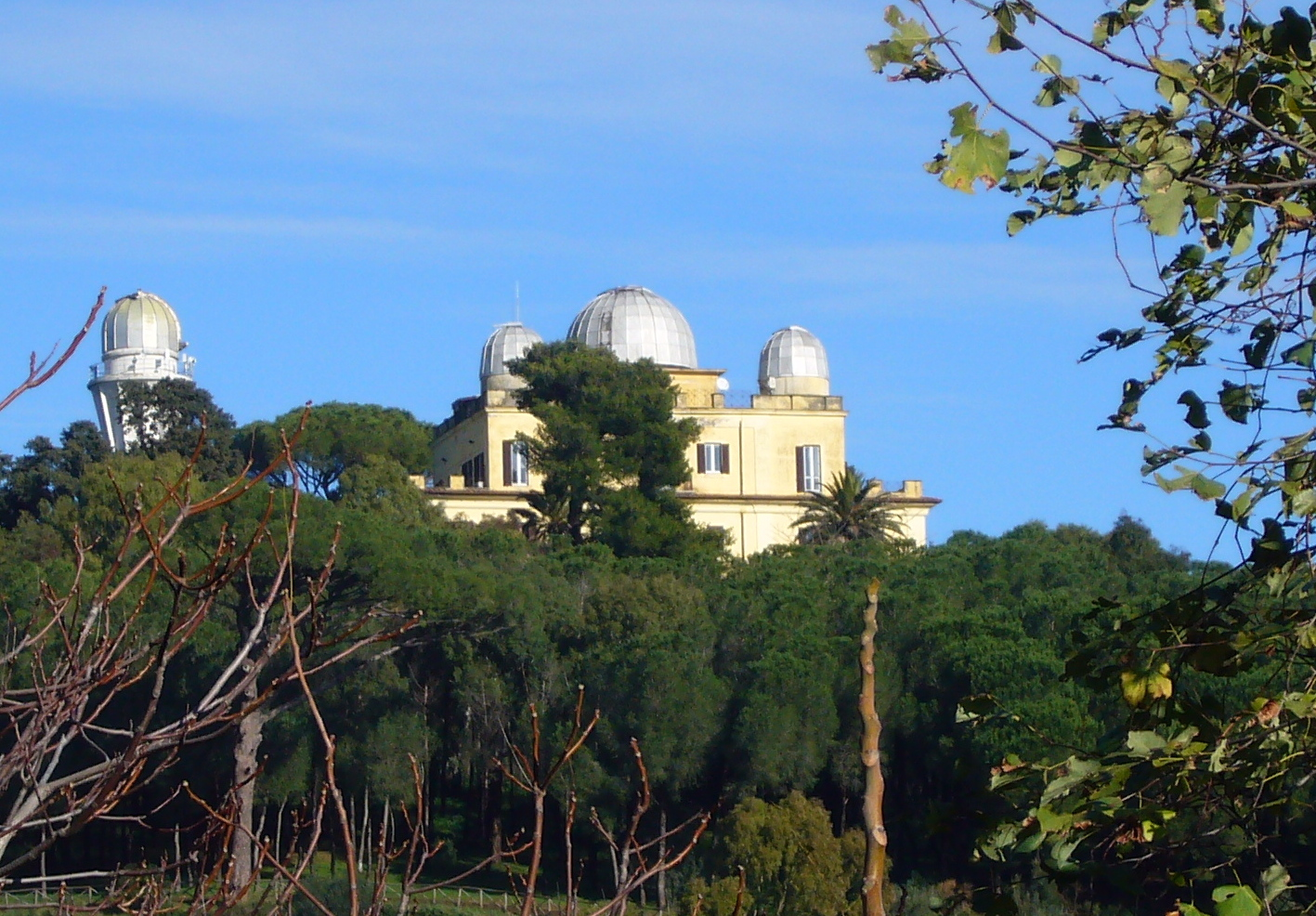
Observatoire astronomique
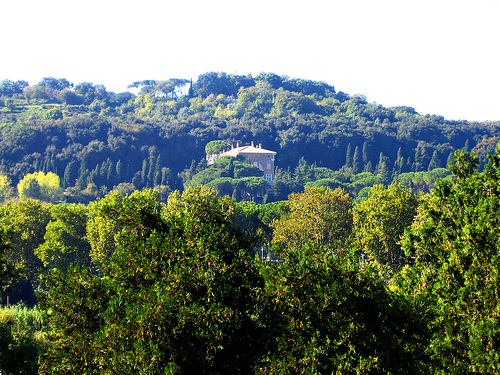
Villa Madama